# István Örkény
István Örkény (Budapest, 5 de abril de 1912 – ibidem, 24 de junio de 1979) fue un escritor y dramaturgo húngaro de origen judío.

## Biografía
Örkény nace en una familia burguesa judía acomodada a principio de los años 1910.
En 1931 se bachillera en el instituto [escolapio], después se matricula en la facultad de química de la universidad de ingeniería.
En 1932 se pasa a la especialidad de farmacéutica, donde se diploma en 1934.
En 1937 entra en contacto con el círculo de Szép Szó, más tarde viaja a Londres, París, donde vive de empleos ocasionales.
En 1941 vuelve a Budapest, donde termina sus estudios universitarios y en 1941 se diploma como químico.
En la guerra mundial es obligado a trabajar en el río Don y después hecho prisionero de guerra y sólo en 1946 puede volver a su patria.
Desde 1954 trabaja en la editorial Szépirodalom como lector, entre 1958 y 1963 por su participación en la revolución se le prohíbe publicar - durante este tiempo trabaja en la fábrica de medicamentos unidos (hoy Egis) como químico.
En los años 50 conoce a Zsuzsa Radnóti, con quien se casa en 1965.

## Actividad literaria
Örkény es el perfecto representante del drama absurdo húngaro.
Un humor grotesto penetra sus obras, no hay en ellas inequívocamente buena o mala gente, las tragedias a veces se vuelven comedias y los protagonistas de sus escritos, reaccionan a los acontecimientos ora así ora asá.
Su primer relato aparece en Szép Szó en 1937 con el título Tengertánc.
Tras la guerra, en 1947 aparece Lágerek népe, en la que trata su época de trabajos forzados.
En 1952 aparece su relato Lila tinta, aceptado con animadversión por la política cultural de la época.
Tras 1956 pudo haber aparecido por vez primera su pequeña novela Macskajáték.
La innovadora Egyperces novellák ve la luz en 1967.
No sólo en Hungría, sino en la literatura universal fue una novedad el extraordinariamente breve, concentrado, filosófico o grotesco estilo.
En la obra demuestra que chocantes pueden ser los hechos diarios emplazados en otro medio.
Örkény hasta el fin de sus días pule sus obras maestras, por eso en cada edición de la obra se encuentran nuevas piezas.
En 1964 escribe y en 1967 representa el drama Tóték, traducido más tarde a varias lenguas, le trae el éxito mundial.
Del drama, en 1969 se rueda una película, dirigida por Zoltán Fábri titulada Isten hozta őrnagy úr.
De otras de sus obras también se han rodado películas, por ejemplo de Macskajáték.
Desde 1971 la editorial Szépirodalmi Kiadó comienza la edición de su obra completa, titulada Időrendben.

## Como dramaturgo
En 1949 trabaja en teatro Juvenil, después entre 1951 y 1953 en el teatro de Ejército Popular Húngaro.
No se permite la presentación de su obra de teatro Voronyezs, más tarde en repetidas ocasiones discute en favor de representación de una u otra de sus obras.
La representación de Toték en el teatro Thália cosecha un significativo éxito en 1967.
A partir de ello, se llevan a escena con relativa regularidad sus obras en Szolnok, en el Teatro de la Comedia y en el Teatro Nacional.
Transcribe frecuentemente sus obras de teatro a partir de sus cuentos y novelas breves, ya que es en el escenario donde las situaciones y caracteres cómicos residentes en éstas prevalecen.

## Obras

### En castellano
- 2006, Cuentos de un minuto ("Egyperces novellák"), Thule Ediciones, S.L.[1]
- 1991, Juego de gatas ("Macskajáték"), Asociación de directores de escena
- 1984, El programa estelar ("Rózsakiállítás") , Ed. Argos Vergara, S.A.
- 1984, Un comandante en casa ("Tóték"), Ed. Argos Vergara, S.A.

### En húngaro
- Tengertánc (relatos, 1941)
- Amíg idejutottunk (confesión, 1946)
- Hajnali pisztolylövés (relato, 1947)
- Lágerek népe (sociografía, 1947)
- Budai böjt (relatos, 1948)
- A borék (comedia, 1948)
- Idegen föld (relatos, 1948)
- Voronyezs (obra de teatro, 1948)
- Házastársak (novela, 1951)
- Koránkelő emberek (reportajes y relatos, 1952)
- Négy vidám jelenet (1953)
- Hiszek a szabadságban (1954)
- Hóviharban (relatos selectos, 1954)
- Ezüstpisztráng (relatos, 1956)
- Nehéz napok (novela, 1957)
- Jeruzsálem hercegnője (relatos, 1966)
- Nászutasok a légypapíron (relatos, 1967)
- Egyperces novellák (1968)
- Időrendben (relatos selectos, 1971)
- Időrendben (obras de teatro, 1972)
- Időrendben (retratos, cuadros de la época, 1973)
- Vérrokonok (drama, 1975)
- Meddig él egy fa? (relatos, 1976)
- Rózsakiállítás (novela, 1977)
- Az utolsó vonat (relatos, 1977)
- Kulcskeresők (obra de teatro, 1977)
- Élőszóval (dramas, 1978)
- Négykezes novella tanulságos története (novela, 1979)
- Forgatókönyv (tragedia, 1979)
- Novellák (1–2. k., 1980)
- Párbeszéd a groteszkről (1981)
- Kisnovelaek (1981)
- Babik (novela cortísima, 1982)
- Drámák (1-3. k., 1982)
- Önéletrajzok töredékekben. Befejezetlen novelaek (1983)
- Pisti a vérzivatarban (interpretación grotesca, Szolnok, 1983)
- Egyperces novellák (1984)
- Lágerek népe (1984)
- Visszanézve (retratos, cuadros de época, 1985)
- Négyeskönyv (1987)

## Premios
- Attila József (1955, 1967)
- Lajos Kossuth (1973)
- Humor Negro (París)